# Itrotungstita-(Y)
La itrotungstita-(Y) és un mineral de la classe dels òxids. Rep el nom per la seva composició química que conté itri i tungstè.

## Característiques
La itrotungstita-(Y) és un òxid de fórmula química YW₂O₆(OH)₃. La seva duresa a l'escala de Mohs és 1.
Segons la classificació de Nickel-Strunz, la itrotungstita-(Y) pertany a «04.FD - Hidròxids amb OH, sense H₂O; cadenes d'octaedres que comparetixen angles» juntament amb els següents minerals: spertiniïta, bracewel·lita, diàspor, goethita, groutita, guyanaïta, montroseïta, tsumgallita, manganita, itrotungstita-(Ce), sense nom (anàleg de neodimi de la itrotungstita-(Ce)), frankhawthorneïta, khinita i parakhinita.

## Formació i jaciments
Va ser descoberta a la mina Kramat Pulai, situada al districte de Kinta, a l'estat de Perak, Malàisia. També ha estat descrita a la localitat de Tapah, al mateix estat malai que la localitat tipus del mineral. Es tracta dels dos únics indrets on ha estat trobada aquesta espècie mineral.